# Пратапарудра II (Какатия)

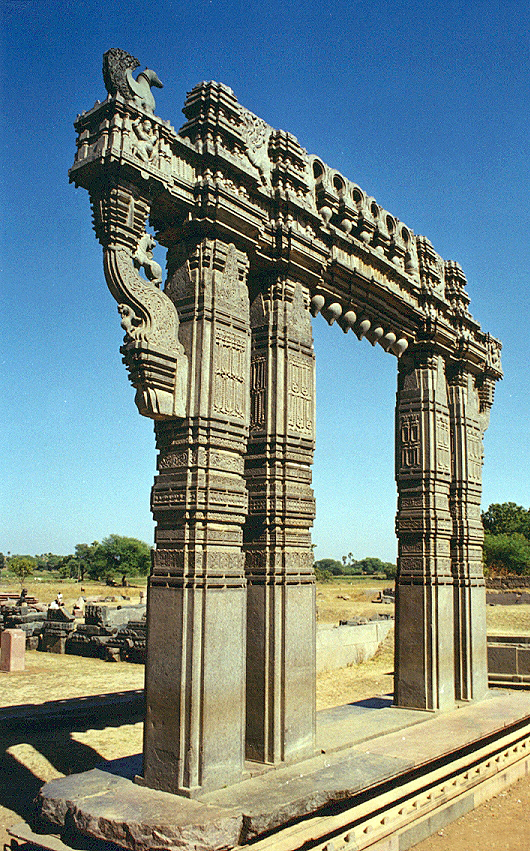
Форт Варангал

Пратапарудра II, также известный как Рудрадева II (телугу ప్రతాపరుద్రుడు; ? — 1323) — последний правитель индийской династии Какатия (ок. 1289 — 1323). Он правил восточной частью Декана со столицей в Варангале.
Пратапарудра наследовал своей бабушке Рудрамадеви в качестве монарха Какатии. В первой половине своего правления он подчинил себе непокорных вождей, которые утверждали свою независимость во время правления его предшественника. Он также добился успехов в борьбе с соседними индуистскими царствами Ядавов (Сеуна), Пандья и Кампили.
В 1310 году он столкнулся с вторжением мусульманского Делийского султаната и согласился стать данником делийского султана Ала ад-Дина Хильджи. После смерти Ала ад-Дина он перестал платить дань, но вторжение 1318 года вынудило его платить дань сыну Ала ад-Дина Мубарак-шаху. После окончания правления династии Хильджи он вновь отказался выплачивать дань Делийскому султанату. Это побудило нового султана Гийас ад-Дина Туглака отдать приказ о вторжении в 1323 году, которое положило конец династии Какатия и привело к присоединению их царства к Делийскому султанату.

## Ранняя жизнь
Пратапарудра унаследовал трон Какатии от своей бабушки Рудрамадеви, правившей в 1262—1289 годах. Его мать Муммадамма была старшей дочерью Рудрамадеви и принца Вирабхадры из династии Чалукья. Его отец Махадева был принцем Какатии.
Ранее историки считали, что Рудрамадеви правила до 1295 года, поскольку некоторые записи до этого года называют Пратапарудру Кумара-Рудрой (принцем Рудрой). Однако более поздняя надпись, обнаруженная в Чандупатле, подтверждает, что Рудрамадеви умерла за несколько дней до 27 ноября 1289 года, даты написания этой надписи . Более того, некоторые записи до 1295 года (например, надпись Инкирала 1292 года) называют Пратапарудру Махараджей. По-видимому, Пратапарудра продолжал называться Кумара-Рудрой в течение нескольких лет после восшествия на престол, потому что это было привычное употребление. Главной царицей пратапарудры была Вишалакши. Пратапа-чарита, поздний легендарный рассказ о царях Какатии, дважды упоминает эту царицу. Другая царица этого царя, по имени Лакшмидеви, упоминается в надписи, найденной в деревне Йелгеду в округе Каримнагар.
Пратапарудра был связан с военными кампаниями и управлением его бабушки, что помогло ему получить признание знати после восхождения на трон.

## Покорение Амбадевы и его союзников
Во время правления предшественницы Пратапарудры Рудрамадеви Амбадева Кайастха, феодал из царства Какатия, основал независимое царство при поддержке соседних династий Ядавов (Сеуна) и Пандья. Вскоре после восшествия на престол Пратапарудра реорганизовал армию Какатии и начал экспедиции против Амбадевы и его союзников.
Пратапарудра сначала послал свою армию в Викрамасимхапуру (современный Неллуру), которой правил назначенный Амбадевой Манума Гандагопала. Атаку возглавил Адидаму Маллу, офицер (дакшинабхуджа-Данда) главного командира Какатии (Сакала-сенадхипати) Сомаядула Рудрадева. Манума был побежден и убит в бою. Ему наследовал Мадхурантака Поттапи Чода Ранганатха (он же раджа Гандагопала), чье правление засвидетельствовано надписями, датированными 1290 годом. Пратапарудра заключил союз с раджой Гандагопалой.
В 1291—1292 годах (Шака 1213 год) Пратапарудра послал армию в Трипурантакам. Войско возглавляли Манума Ганная (сын Колани сома-мантри) и Аннаядева (двоюродный брат Пратапарудры и сын Индулури Педа Ганная-мантри). Эпиграфические свидетельства свидетельствуют о том, что в результате этого нападения Амбадева был вынужден отступить на юг, в район Муликинаду: его последняя надпись в Трипурантакаме датируется шакой 1213 года, а надпись Индулури Аннаядевы датируется двумя месяцами позже в том же году . Кайастхи, по-видимому, правили Муликанаду независимо в течение следующих нескольких лет, поскольку надписи сына Амбадевы Трипурари II не упоминают Пратапарудру как его сюзерена. В 1309 году Пратапарудра отправил экспедицию в Муликинаду, что привело к концу правления Кайастхи. Этот регион был присоединен к царству Какатия, и Сомая Наяка был назначен его губернатором.
Пратапарудра также послал экспедицию против Ядавов (Сеун), которые поддерживали Амбадеву. В этой экспедиции участвовал Телугу Чола Манума Гандагопала (не путать с Манума Гандагопала из Неллуру). Его надпись в Нарасараопете называет его «диким огнем для бамбуковой армии Сеунов». Надпись на форте Райчур 1294 года какатийского феодала Гоны-Витхалы гласит, что Витхала захватила форты Адавани и Тумбала в современном районе Беллари, а также Мануву и Халуву в Райчур-Доабе. Наконец, он взял под свой контроль город Райчур, где возвел мощные укрепления для защиты города.
Тем временем Раджа Гандагопала предал Пратапарудру и заключил союз с Пандьями. Чтобы наказать его, Пратапарудра отправил в Неллуру вторую экспедицию во главе с вождем племени Чола на телугу манумой Гандагопалой. Армия Какатия одержала победу в последовавшем сражении: в надписи 1297—1298 годов (Шака 1219 год) о Мануме говорится, что он выпил «океан армии Дравиды (Пандьи)» подобно огромному огню.

## Вторжение Ала ад-Дина Хильджи
В начале XIII века область Декан была чрезвычайно богатой областью, защищенной от иностранных армий, которые грабили Северную Индию. В 1296 году Ала ад-Дин Хильджи, генерал Делийского султаната, успешно совершил набег на Девагири, столицу Ядавов, которые были западными соседями царства Какатии. Ала ад-Дин вынудил ядавского царя Рамачандру чтобы стать его данником, и вскоре после, раньше бабло от Devagiri, чтобы узурпировать трон Дели. Огромная добыча, полученная от Девагири, побудила Ала ад-Дина спланировать вторжение в столицу Какатии Варангал в 1301 году, но безвременная смерть его брата и военачальника Улуг-хана положила конец этому плану.
В конце 1302 или в начале 1303 года Ала ад-Дин Хильджи послал своих генералов Малика Джуну и Малика Чаджжу в поход на Варангал. Эта экспедиция закончилась катастрофой, и к тому времени, когда армия Хильджи вернулась в Дели, она понесла серьёзные потери в людях и багаже. В хрониках Делийского султаната не упоминается, как и где армия понесла эти потери. Согласно хронисту XIV века Зия-уд-дину Барани, армия сумела добраться до Варангала, но решила вернуться, потому что начался сезон дождей. Хронист XVI века Фиришта сообщал, что этой армии было приказано достичь Варангала через Бенгалию. Историк Кишори Саран Лал теоретизирует, что Дели встретил унизительное поражение в Бенгалии, которым правил Шамсуддин Фироз. Смущенный Ала ад-Дин решил сохранить эту неудачу в секрете, что объясняет рассказ Барани. С другой стороны, П. В. П. Састри считает, что армия Какатии отбила захватчиков у Упарапалли. Его теория основана на «Велуготивари-Вамшавали», в которой говорится, что два военачальника Какатии — вожди Велама Вена и Потугамти Майли — уничтожили гордость Turushkas (Тюркский народ, то есть Хильджи).
Около 1308 года Ала ад-Дин отправил своего генерала Малика Кафура в Девагири, после того как Рамачандра прекратил выплаты дани, обещанные в 1296 году. Малик Кафур вернулся в Дели, победив Ядавов и заставив Рамачандру стать вассалом Ала ад-Дина. Пратапарудра решил, что силы Дели скорее всего вторгнутся в декан, поэтому он снова перестроил свою систему защиты. Говорят, что он собрал армию из 900 000 лучников, 20 000 лошадей и 100 слонов. Несмотря на эти приготовления, когда Малик Кафур вторгся в Варангал в 1310 году, Пратапарудра был вынужден заключить перемирие. Он отдал захватчикам значительное количество богатств и согласился стать данником Ала ад-Дина. Впоследствии он поддерживал дружеские отношения с Ала ад-Дином.

## Южные кампании
Воспользовавшись вторжением Хильджи, вассалы Какатии в пограничных провинциях провозгласили независимость. Когда Маллидева, вождь Вайдумбы Гандикоты, попытался свергнуть его сюзеренитет, Пратапарудра послал своего генерала Джуттая Лемка Гомкья Редди в Гандикоту. Гомкья Редди победил Маллидеву и был назначен губернатором Гандикоты и её окрестностей.
Другим непокорным вождем был Ранганатха, Телугу-Чола, правитель Неллуру. В 1311 году Ала ад-Дина попросил Пратапарудру предоставить войска для вторжения Малика Кафура в Королевство Пандья. По пути на территорию Пандьи Пратапарудра посетил территорию Ранганатхи и подавил восстание.
К середине 1301-х годов царство Пандья было ослаблено войной за престолонаследие между братьями Сундарой и Вирой, а также мусульманскими набегами. После смерти Ала ад-Дина в 1316 году царь Хойсалы Баллала начал новое вторжение на территорию Пандьи. Согласно надписи Дакшарамы, командир Какатии Педа Рудра нанес поражение Баллале и его союзникам — Шамбхуварае из Падаивиду и Ядаварае из Чандрагири. После этой победы он занял Канчи на территории Пандьи.
Когда войска Пандьи попытались изгнать какатийцев из Канчи, Пратапарудра сам повел против них армию, поддерживаемую его генералами Маппидинаякой, Дачой эпохи Речерла, Манавирой и Деваринаякой. Пандьи были вынуждены отступить после битвы под Канчи. Генерал Какатии Деваринаяка проник ещё дальше на территорию Пандьи и победил Виру Пандью и его союзника Малаялу Тирувади Равивармана Кулашехару. Затем Какатия восстановили Сундару Пандью в Вирадхавале. В ознаменование своей победы Деваринаяка даровал деревню Салакалавиду Шриранганатхе в 1317 году.

## Вторжение Мубарака шаха
После смерти Ала ад-Дина Малик Кафур посадил на трон Дели младшего сына Ала ад-Дина Шихаб ад-Дина Омара в качестве марионеточного монарха. Однако старший сын Ала ад-Дина Кутб ад-Дин Мубарак-шах вскоре убил Кафура и стал султаном. К этому времени зять Рамачандры Харапаладева восстал против Девагири, и Пратапарудра перестал посылать дань в Дели. Мубарак-шах подавил восстание в Девагири, а затем послал своего генерала Хусроу-хана в Варангал в 1318 году. Пратапарудра не оказал большого сопротивления и выплатил дань в виде 100 слонов, 12 000 лошадей, золота и драгоценных камней. Кроме того, он согласился уступить пять районов своего царства Мубарак-шаху.

## Война против Кампили
Тем временем царь Хойсалы Баллала вторгся в царство Кампили, расположенное на стыке территорий Какатии, Хойсала и Делийского султаната (ранее Ядава). Согласно тексту на языке Каннада Кумара-Раманасангатья, принц Кампили Кумара Рама обратился за помощью к Пратапарудре против Баллалы. Пратапарудра отказался помочь ему и его отцу Кампилирайе, что привело к соперничеству между двумя царствами. Некоторое время спустя Кумара Рама насильственно оккупировал западную часть царства Какатия, и Пратапарудра ответил на это войной против Кампили.
Согласно тексту Шринатхи на языке телугу «Бхимешвара-Пуранаму», командир Пратапарудры Пролайя Аннайя разрушил столицу Кампили Куммату. Котиканти Рагхава, сын вождя Аравидов Тата Пиннамы (который, вероятно, был феодалом из царства Какатия), приписывают победу над Кампилирайей. Эти рассказы предполагают, что Пратапарудра выиграл сражения против Кампили, но он, по-видимому, не получил никакой ощутимой выгоды от этих побед.

## Вторжение Туглака
Тем временем в Дели Хусроу-хан убил Мубарак-шаха и узурпировал султанский трон в 1320 году. Он был свергнут группой соперничающих дворян, и новым султаном стал Гийас ад-Дин Туглак. Согласно хронисту XVI века Фириште, Пратапарудра к этому времени перестал посылать дань в Дели. Поэтому Гийас ад-Дин послал своего сына Улуг-хана (впоследствии Мухаммада ибн Туглака) в поход на Варангал в 1323 году. На этот раз Пратапарудра оказал сильное сопротивление, но в конце концов отступил в свою столицу Варангал. Улуг-хан осадил Варангал, а другая часть делийской армии во главе с Абу-Ризой осадила Котагири.
Во время осады ложный слух о смерти Гийас ад-Дина в Дели вызвал восстание в войске Улуг-хана, и ему пришлось отступить из Варангала. Армия Какатии разграбила его лагерь и преследовала его до самого Котагири, где Абу Риза пришёл ему на помощь. Улуг-хан в конце концов отступил в Девагири.
Пратапарудра считал, что одержал решительную победу, и ослабил бдительность. Однако Гийас ад-Дин послал подкрепление в Девагири и приказал Улуг-хану начать новую атаку на Варангал. Через четыре месяца Улуг-Хан снова осадил крепость, и на этот раз Пратапарудре пришлось сдаться.

## Смерть
Улуг-хан отправил Пратапарудру и членов его семьи в Дели в сопровождении военного отряда, возглавляемого туглакскими офицерами Кадир-ханом и Хаваджа-Хаджи. Придворный историк Туглука Шамс-и-Сирадж Ариф просто утверждает, что Пратапарудра умер по пути в Дели. В виласской надписи Мусунури Пролайя Наяка 1330 года говорится, что Пратапарудра умер на берегах реки Сомодбхава (Нармада), будучи взятым в плен в Дели. В надписи Калувачеру 1423 года о царице Редди Аниталли упоминается, что он «ушел в мир Богов по собственному желанию». Вместе взятые, эти рассказы предполагают, что Пратапарудра совершил самоубийство на берегах реки Нармада, будучи доставленным в Дели в качестве пленника.